# Jableh Sporting Club
El Jableh Sporting Club (àrab: نادي جبلة الرياضي, Nādī Jabla ar-Riyāḍī, ‘Club Esportiu de Jabla’) és un club de futbol sirià de la ciutat de Jableh. Va ser fundat el 1958.

## Palmarès
- Lliga siriana de futbol:[2]
  - 1987, 1988, 1989, 2000
- Copa siriana de futbol:[3]
  - 1999